# لیگ زنان تایلند
لیگ زنان (دبلیو ال) (تایلندی: ฟุตบอลลีกหญิง) یک لیگ نیمه حرفه ای باشگاه‌های فوتبال است. در رأس سیستم لیگ فوتبال تایلند، این لیگ جزو مسابقات ابتدایی فوتبال کشور است. با ۱۰ تیم رقابت‌ها برگزار می‌شود. از سال ۲۰۰۹، این لیگ توسط بیمه عمر موانگ تای، شرکت بیمه عمر مستقر در بانکوک، حمایت مالی می‌شود، و در نتیجه از این لیگ به عنوان لیگ زنان موانگ تای نام برده می‌شود.